# Vincenzo Cerulli

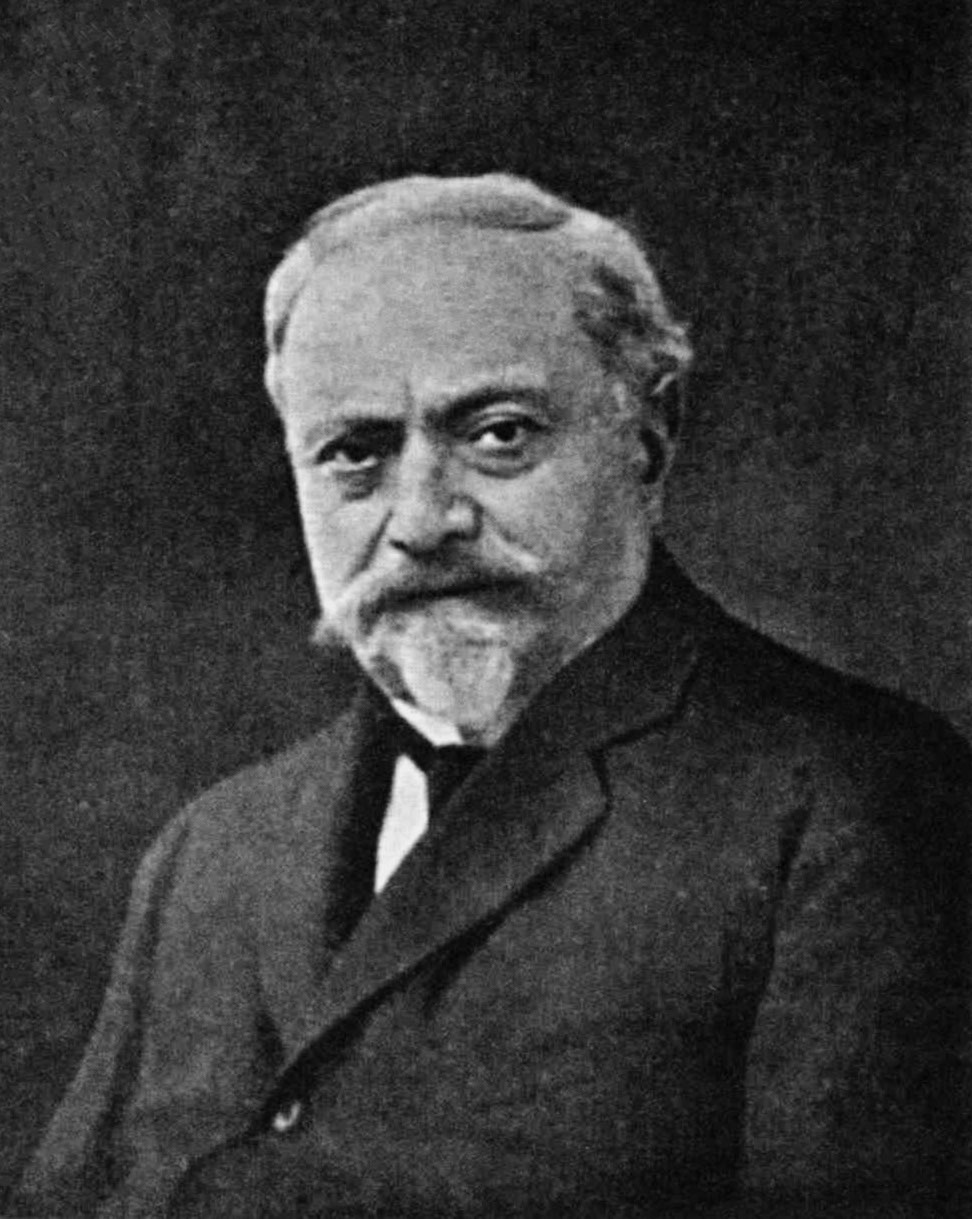
Vincenzo Cerulli

Vincenzo Cerulli (* 20. April 1859 in Teramo; † 30. Mai 1927 in Merate) war ein italienischer Astronom. Cerulli betrieb in Teramo eine Privatsternwarte, an der er im Jahre 1910 den Asteroiden (704) Interamnia entdeckte, der mit einem Durchmesser von 316 km einer der größten Asteroiden des Hauptgürtels ist.
Cerulli beobachtete den Planeten Mars und kam zu dem Schluss, dass die von vielen Astronomen beobachteten Marskanäle nicht real sind, sondern auf einer optischen Täuschung beruhen. Dies sollte sich später bewahrheiten.
Zusammen mit Elia Millosevich stellte er einen Sternkatalog zusammen.
Zu Cerullis Ehren wurde ein Marskrater und 2009 der Asteroid (31028) Cerulli nach ihm benannt.